# Naturally!
Naturally! è un album discografico a nome di Nat Adderley Quartets, pubblicato nell'ottobre del 1961 dalla Jazzland Records.

## Tracce
Lato A
1. Naturally – 5:02 (Nat Adderley) – Registrato il 20 giugno 1961 a New York City
2. Seventh Son – 6:48 (Joe Zawinul) – Registrato il 20 giugno 1961 a New York City
3. Love Letters – 4:12 (Edward Heyman, Victor Young) – Registrato il 20 giugno 1961 a New York City
4. This Man's Dream – 5:23 (Specs Wright) – Registrato il 20 giugno 1961 a New York City

Durata totale: 21:25
Lato B
1. Chloe – 5:45 (Gus Kahn, Neil Moret) – Registrato il 19 luglio 1961 a New York City
2. Images – 4:32 (Sonny Red) – Registrato il 19 luglio 1961 a New York City
3. Oleo – 3:23 (Sonny Rollins) – Registrato il 19 luglio 1961 a New York City
4. Scotch and Water – 4:25 (Joe Zawinul) – Registrato il 19 luglio 1961 a New York City

Durata totale: 18:05

## Musicisti
Naturally / Seventh Son / Love Letters / This Man's Dream
- Nat Adderley - cornetta
- Joe Zawinul - pianoforte
- Sam Jones - contrabbasso
- Louis Hayes - batteria

Chloe / Images / Oleo / Scotch and Water
- Nat Adderley - cornetta
- Wynton Kelly - pianoforte
- Paul Chambers - contrabbasso
- Philly Joe Jones - batteria